# Podia Acabar o Mundo
Podia Acabar o Mundo é uma uma telenovela portuguesa transmitida originalmente pela SIC entre 1 de outubro de 2008 e 3 de julho de 2009. Produzida pela SP Televisão, contou com direção de  Jorge Marecos Duarte e argumento de Manuel Arouca e teve como protagonistas Diogo Morgado, Joana Seixas e Cláudia Vieira.
A novela foi inicialmente promovida como a grande aposta para recuperar as audiências do horário nobre do canal, mas acabou por falhar esse objetivo. Com resultados fracos, acabou empurrada para o final do prime time. Mais tarde, o horário seria revitalizado com as novela Perfeito Coração e Laços de Sangue.

## Sinopse
Esta é a história da disputa entre Vera e Rodrigo pelo seu filho João que tem a idade de onze anos.
Vera e Rodrigo casam-se embriagados por uma intensa paixão. Deste amor inebriante  nasce João. Depois o casamento oscila entre o fogo da paixão e os conceitos de vida de cada um que representam os opostos.
Vera é uma advogada em ascensão, e Rodrigo, engenheiro agrónomo. Vera é uma mulher urbana. Rodrigo adora o campo e o mundo dos touros. Vera não se adapta à vida rural, e Rodrigo, à vida da cidade.
Para destabilizar ainda mais este casamento acrescenta-se a influência perversa de Eduardo, o patrono do escritório de advogados, onde trabalha Vera.
Eduardo é um advogado brilhante. E tem uma mente diabólica.
É sua vontade que não haja hipótese de reconciliação entre Vera e Rodrigo. E que Vera fique com a guarda do filho. São fortíssimas as suas pérfidas motivações;
No passado em Angola, quando cumpria o serviço militar, Eduardo jurou vingança a João Maria, pai de Rodrigo. Esse desejo de vingança e ódio encarnam em Rodrigo.
Eduardo pela primeira vez na sua vida sente-se apaixonado, precisamente por Vera. E não suporta que ela continue a desejar um homem que ele odeia.
A abertura da novela coincide com o julgamento da regulação do poder paternal de João. Rodrigo vive momentos de grande intensidade dramática. Ele tem consciência que a esmagadora maioria das decisões judiciais são em favor das mães. Esse conflito dramático que vive, pois tem uma ligação altamente emocional com o filho, reporta-nos à sua história e ao seu passado.

## Elenco

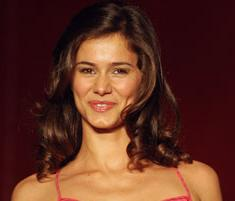
Cláudia Vieira interpretou Vitória.

Elenco principal
| Ator                | Personagem                                    |
| ------------------- | --------------------------------------------- |
| Diogo Morgado       | Rodrigo Fortunato Louro                       |
| Joana Seixas        | Vera Sarmento                                 |
| Cláudia Vieira      | Vitória Sousa Álvares                         |
| João Reis           | Emídio Amorim                                 |
| Virgílio Castelo    | Eduardo Morais                                |
| Ana Padrão          | Luísa Botelho Morais                          |
| Afonso Lopes        | João Sarmento Louro                           |
| Adelaide Ferreira   | Mercedes Del Pilar Álvares                    |
| Lia Gama            | Joana da Câmara Fortunato Álvares             |
| António Marques     | Henrique Álvares                              |
| Gonçalo Diniz       | Geraldo da Câmara Fortunato Álvares           |
| Diana Costa e Silva | Catarina da Câmara Fortunato Álvares Januário |
| Duarte Guimarães    | Nuno Álvares                                  |
| Ian Velloza         | Mateus da Câmara Fortunato Álvares            |
| Ana Cunha           | Rosário Costa Gonçalves Álvares               |
| Maria Botelho Moniz | Inês da Câmara Fortunato Álvares Simões       |
| João Ricardo        | Rogério Silva                                 |
| Custódia Gallego    | Maria de Jesus Pereirinha                     |
| Fernando Ferrão     | Tonino Pereirinha                             |
| Ana Guiomar         | Sónia Pereirinha                              |
| Diana Chaves        | Cláudia Botelho de Sousa                      |
| Paulo Rocha         | Hélder Simões                                 |
| Liliana Santos      | Marta Fonseca                                 |
| Paulo Azevedo       | Raimundo Simões                               |
| Ângela Pinto        | Albertina Simões                              |
| Alexandre Jorge     | Júlio Simões                                  |
| Alberto Magassela   | Jeremias Januário                             |
| Ricardo Abril       | Rui Januário                                  |
| Rui Unas            | Gabriel Marques                               |
| Kjersti Kaasa       | Alexandra Marques                             |
| Lurdes Norberto     | Laura Amorim Morais                           |
| Elisa Lisboa        | Suzete Silva                                  |
| Carlos Santos       | Vítor Silva                                   |
| Victor Espadinha    | Óscar Gomes (Máquina)                         |
| Bruno Simões        | Edmundo Costa                                 |
| Filipe Gaidão       | António Rodrigues                             |
| Maria Das Graças    | Nazaré                                        |

Elenco adicional
| Ator                     | Personagem                                   |
| ------------------------ | -------------------------------------------- |
| Adelaide de Sousa        | Sara                                         |
| Andreia Rodrigues        | Rita                                         |
| Bruno Ambrósio           | Daniel (filho do Dr. Daniel Serrão)          |
| Carolina Sales           | Liliana                                      |
| Carmen Santos            | Esposa de Óscar Gomes (Máquina)              |
| Daniela Cardoso          |                                              |
| Eurico Lopes             | Armando                                      |
| Fátima Lopes             | Apresentadora de televisão                   |
| Fernando Tavares Marques | Juiz                                         |
| Frederico Vaz            | José (Zé)                                    |
| Hélio Pestana            | Armindo Marques                              |
| Henriqueta Maia          | Justina Costa Gonçalves                      |
| João Arrais              | Rufia/duplo de João                          |
| Joaquim Guerreiro        | Dário                                        |
| Jorge Henriques          | Carlos                                       |
| Jorge Moreira            |                                              |
| Luís Mascarenhas         | Maurício Fonseca                             |
| Linda Valadas            | Jornalista                                   |
| Manuel Moreira           | Vasco                                        |
| Marques D'Arede          | Gonçalo Álvares                              |
| Martim Barbeiro          | Jaime                                        |
| Martim Pedroso           | Artur                                        |
| Pedro Laginha            | Dr. Daniel Serrão                            |
| Pedro Giestas            | Manuel do Tractor                            |
| Pedro Martins            | Rodrigo Fortunato Louro (adolescente) (1995) |
| Rita Alagão              | Elisabete                                    |
| Rita Ruaz                | Tânia                                        |
| Rogério Jacques          | Director do Laboratório                      |
| Sandra Celas             | Susana                                       |
| Sandra Santos            | Ana Isabel                                   |
| Sinde Filipe             | Dr. Botelho                                  |
| Tina Barbosa             | Otília                                       |

Elenco 1975
| Ator                              | Personagem                      |
| --------------------------------- | ------------------------------- |
| Anabela Teixeira                  | Suzete Silva                    |
| Augusto Portela                   | Funcionário da Alfândega        |
| Carlos Mendes                     | Alberto Fortunato               |
| Danae Magalhães                   | Alice da Câmara Fortunato Louro |
| Guilherme Henrique e Hugo Lacerda | Rodrigo Louro                   |
| Helena Ramos                      | Isabel da Câmara Fortunato      |
| João Leiria                       | Rogério Silva                   |
| Juan Gabriel Soutullo             | João Maria Louro                |
| Manuel Wiborg                     | Vítor Silva                     |
| Marco Costa                       | Eduardo Morais                  |
| Miguel Sermão                     | Jeremias Januário               |
| Ricardo Pereira                   | Nuno                            |
| Augusto Portela                   | Funcionário da Alfândega        |

## Banda sonora

### CD 1
| N.º | Título                        | Música          | Personagem | Duração |  |
| 1.  | "Podia Acabar o Mundo"        |                 | Genérico   |         |  |
| 2.  | "Entre Achados e Perdidos"    | Mafalda Veiga   |            |         |  |
| 3.  | "Leve Beijo Triste"           | Paulo Gonzo     |            |         |  |
| 4.  | "Entre as Memórias e o Sonho" | Rádio Macau     |            |         |  |
| 5.  | "Voo Nocturno"                | Jorge Palma     |            |         |  |
| 6.  | "Pó de Amor"                  | Susana Félix    |            |         |  |
| 7.  | "Back From Being"             | Spelling Nadja  |            |         |  |
| 8.  | "Dealer e Dilema"             | Pedro Abrunhosa |            |         |  |
| 9.  | "Makes Me Wonder"             | Maroon 5        |            |         |  |
| 10. | "Nascer Outra Vez"            | Ritual Tejo     |            |         |  |
| 11. | "Kings & Queens"              | Miss Li         |            |         |  |
| 12. | "In My Place"                 | Ana Free        |            |         |  |
| 13. | "Um Segredo Fechado"          | Classificados   |            |         |  |

### CD2
| N.º | Título                              | Música                            | Personagem | Duração |  |
| 1.  | "Verdes Anos"                       | Carlos Paredes; António Eustáquio |            |         |  |
| 2.  | "Aguarda-te ao Chegar"              | Ana Moura                         |            |         |  |
| 3.  | "Malmequer Pequenino"               | Cristina Nóbrega                  |            |         |  |
| 4.  | "Sombras Do Desejo"                 | Donna Maria                       |            |         |  |
| 5.  | "O Que Fazes Tu De Mim"             | Xaile                             |            |         |  |
| 6.  | "A Fuega Lento"                     | Paula Sá                          |            |         |  |
| 7.  | "Quem Era Eu Sem Ti"                | Tony Carreira                     |            |         |  |
| 8.  | "Amanhã"                            | Duo Ouro Negro                    |            |         |  |
| 9.  | "Vício Utópico"                     | Marco Medeiros                    |            |         |  |
| 10. | "Por Quem Não Esqueci"              | Tim                               |            |         |  |
| 11. | "Desencontro"                       | Luís Represas                     |            |         |  |
| 12. | "Everybodys's Got To Learnsometims" | Paula Sá                          |            |         |  |
| 13. | "Flor Sem Tempo"                    | Rui Drummond                      |            |         |  |
| 14. | "Suspiro Nocturno"                  | (Instrumental) Corvos             |            |         |  |

### Faixas Não Incluídas
Balla – Outro futuro (Tema de Eduardo)

## Audiências
Durante 187 episódios, a novela registou uma audiência média de 5,5% de rating e 20,5% de share. A estreia, exibida às 21h30, registou 6.6% de rating e 15,9% de share. O final, transmitido às 00h, registou 5,9% de rating e 29,5% de share. O melhor desempenho ocorreu no dia 10 de novembro de 2008, com 8,6% de audiência média, cerca de 820 mil espectadores.
Reposição em 2016
A reposição terminou com média geral de 0,4 de rating. Jura, a sua antecessora, terminou com 0,8 de rating, o dobro. Nas primeiras semanas, a novela conseguia a liderança, mas quando a TVI transferiu a reposição de Fascínios das 23h45 para as 03h00, as audiências desceram. Bateu recorde negativo de audiência a 22 de março de 2016, registando apenas 0,1 de rating e 1,6% de share, ficando atrás da RTP1, da RTP2 e da TVI, que liderou com Fascínios, que estava na sua última semana.
A reposição de Fascínios terminou a 29 de março de 2016. A sua sucessora, Queridas Feras, não conseguiu manter os bons resultados, perdendo pela primeira vez contra Podia Acabar o Mundo a 7 de abril de 2016.
A reposição da novela despediu-se a 22 de abril de 2016 com 0,6 de rating, equivalente a cerca de 60000 espectadores.

## Exibição
A novela foi reposta pela primeira vez na SIC entre 9 de abril e 27 de dezembro de 2012, sendo exibida à hora do almoço, pelas 14h30. Terminou com uma média geral baixa, contribuindo para a queda dos resultados nesse horário.
Logo de seguida, regressou nas madrugadas a partir de 8 de janeiro de 2013, onde surpreendeu ao alcançar shares de 30% e uma liderança destacada.
Também foi exibida na SIC Internacional a partir de 11 de novembro de 2013.
Mais tarde, voltou a ser reposta nas madrugadas a partir de 30 de junho de 2015, substituindo Jura. Curiosamente, Jura regressaria quase um ano depois, substituindo esta mesma novela. Desta vez, os resultados foram fracos, competindo com Fascínios.

Atualmente, está a ser reposta pela primeira vez na SIC Novelas, desde 5 de maio de 2025, com exibição às 23h15 e reposição às 15h00, inaugurando uma nova faixa dedicada a novelas no canal.